# Countrywide Classic 2006 - Qualificazioni singolare
Le qualificazioni del singolare  del Countrywide Classic 2006 sono state un torneo di tennis preliminare per accedere alla fase finale della manifestazione. I vincitori dell'ultimo turno sono entrati di diritto nel tabellone principale. In caso di ritiro di uno o più giocatori aventi diritto a questi sono subentrati i lucky loser, ossia i giocatori che hanno perso nell'ultimo turno ma che avevano una classifica più alta rispetto agli altri partecipanti che avevano comunque perso nel turno finale.
Le qualificazioni del torneo Countrywide Classic 2006 prevedevano 32 partecipanti di cui 4 sono entrati nel tabellone principale.

## Teste di serie
1. Benjamin Becker (Qualificato)
2. George Bastl (Qualificato)
3. Zack Fleishman (Qualificato)
4. Wayne Arthurs (Qualificato)

1. Alun Jones (primo turno)
2. Phillip Simmonds (secondo turno)
3. Scoville Jenkins (secondo turno)
4. Michael Yani (ultimo turno)

## Qualificati
1. Benjamin Becker
2. George Bastl

1. Zack Fleishman
2. Wayne Arthurs

## Tabellone

### Legenda
| - Q = Qualificato - WC = Wild card - LL = Lucky loser | - ALT = Alternate - SE = Special Exempt - PR = Protected Ranking | - w/o = Walkover - r = Ritirato - d = Squalificato |

### Sezione 1
|  | Primo turno       | Primo turno          | Primo turno          | Primo turno | Primo turno |  |  | Secondo turno        | Secondo turno        | Secondo turno        | Secondo turno     | Secondo turno     |   |   | Ultimo turno | Ultimo turno    | Ultimo turno    | Ultimo turno | Ultimo turno |  |
|  |                   |                      |                      |             |             |  |  |                      |                      |                      |                   |                   |   |   |              |                 |                 |              |              |  |
|  | 1                 | Benjamin Becker      | Benjamin Becker      | 6           | 6           |  |  |                      |                      |                      |                   |                   |   |   |              |                 |                 |              |              |  |
|  |                   | Jamil Al Agba        | Jamil Al Agba        | 3           | 2           |  |  | 1                    | Benjamin Becker      | Benjamin Becker      | 6                 | 6                 |   |   |              |                 |                 |              |              |  |
|  | Michael McClune   | Michael McClune      | Michael McClune      | 7           | 6           |  |  |                      | Michael McClune      | Michael McClune      | 1                 | 2                 |   |   |              |                 |                 |              |              |  |
|  | Jesse Levine      | Jesse Levine         | Jesse Levine         | 6           | 4           |  |  |                      |                      |                      |                   |                   |   |   | 1            | Benjamin Becker | Benjamin Becker | 6            | 6            |  |
|  | Wesley Whitehouse | Wesley Whitehouse    | Wesley Whitehouse    | 7           | 7           |  |  |                      |                      |                      | Wesley Whitehouse | Wesley Whitehouse | 2 | 4 |              |                 |                 |              |              |  |
|  | Lester Cook       | Lester Cook          | Lester Cook          | 5           | 6(1)        |  |  | Wesley Whitehouse    | Wesley Whitehouse    | Wesley Whitehouse    | 7                 | 6                 |   |   |              |                 |                 |              |              |  |
|  |                   | Antonio Ruiz-Rosales | Antonio Ruiz-Rosales | 6           | 6           |  |  | Antonio Ruiz-Rosales | Antonio Ruiz-Rosales | Antonio Ruiz-Rosales | 5                 | 4                 |   |   |              |                 |                 |              |              |  |
|  | 5                 | Alun Jones           | Alun Jones           | 3           | 4           |  |  |                      |                      |                      |                   |                   |   |   |              |                 |                 |              |              |  |

### Sezione 2
|  | Primo turno     | Primo turno      | Primo turno      | Primo turno | Primo turno |  |  | Secondo turno | Secondo turno    | Secondo turno | Secondo turno   | Secondo turno   |   |   | Ultimo turno | Ultimo turno | Ultimo turno | Ultimo turno | Ultimo turno |  |
|  |                 |                  |                  |             |             |  |  |               |                  |               |                 |                 |   |   |              |              |              |              |              |  |
|  | 2               | George Bastl     | George Bastl     | 6           | 6           |  |  |               |                  |               |                 |                 |   |   |              |              |              |              |              |  |
|  |                 | Tin Dong         | Tin Dong         | 1           | 0           |  |  | 2             | George Bastl     | George Bastl  | 6               | 6               |   |   |              |              |              |              |              |  |
|  | Gary Sacks      | Gary Sacks       | Gary Sacks       | 6           | 6           |  |  |               | Gary Sacks       | Gary Sacks    | 3               | 2               |   |   |              |              |              |              |              |  |
|  | Ronald Agénor   | Ronald Agénor    | Ronald Agénor    | 4           | 4           |  |  |               |                  |               |                 |                 |   |   | 2            | George Bastl | George Bastl | 6            | 6            |  |
|  | Alberto Francis | Alberto Francis  | Alberto Francis  | 7           | 7           |  |  |               |                  |               | Alberto Francis | Alberto Francis | 3 | 3 |              |              |              |              |              |  |
|  | Kaes Van't Hof  | Kaes Van't Hof   | Kaes Van't Hof   | 64          | 5           |  |  |               | Alberto Francis  | 1             | 6               | 6               |   |   |              |              |              |              |              |  |
|  | 7               | Scoville Jenkins | Scoville Jenkins | 6           | 6           |  |  | 7             | Scoville Jenkins | 6             | 3               | 1               |   |   |              |              |              |              |              |  |
|  |                 | Robert Smeets    | Robert Smeets    | 4           | 4           |  |  |               |                  |               |                 |                 |   |   |              |              |              |              |              |  |

### Sezione 3
|  | Primo turno         | Primo turno         | Primo turno         | Primo turno | Primo turno |  |  | Secondo turno | Secondo turno    | Secondo turno  | Secondo turno | Secondo turno |   |   | Ultimo turno | Ultimo turno   | Ultimo turno   | Ultimo turno | Ultimo turno |  |
|  |                     |                     |                     |             |             |  |  |               |                  |                |               |               |   |   |              |                |                |              |              |  |
|  | 3                   | Zack Fleishman      | Zack Fleishman      | 6           | 6           |  |  |               |                  |                |               |               |   |   |              |                |                |              |              |  |
|  |                     | Norman Tam          | Norman Tam          | 3           | 4           |  |  | 3             | Zack Fleishman   | Zack Fleishman | 7             | 6             |   |   |              |                |                |              |              |  |
|  | Jeff Williams       | Jeff Williams       | Jeff Williams       | 6           | 6           |  |  |               | Jeff Williams    | Jeff Williams  | 65            | 4             |   |   |              |                |                |              |              |  |
|  | Jason Zimmermann    | Jason Zimmermann    | Jason Zimmermann    | 2           | 1           |  |  |               |                  |                |               |               |   |   | 3            | Zack Fleishman | Zack Fleishman | 6            | 6            |  |
|  | Robert Yim          | Robert Yim          | Robert Yim          | 6           | 6           |  |  |               |                  |                | Robert Yim    | Robert Yim    | 4 | 3 |              |                |                |              |              |  |
|  | Mashiska Washington | Mashiska Washington | Mashiska Washington | 3           | 3           |  |  |               | Robert Yim       | 65             | 7             | 6             |   |   |              |                |                |              |              |  |
|  | 6                   | Phillip Simmonds    | Phillip Simmonds    | 6           | 6           |  |  | 6             | Phillip Simmonds | 7              | 610           | 0             |   |   |              |                |                |              |              |  |
|  |                     | Chris Wettengel     | Chris Wettengel     | 1           | 2           |  |  |               |                  |                |               |               |   |   |              |                |                |              |              |  |

### Sezione 4
|  | Primo turno  | Primo turno      | Primo turno      | Primo turno | Primo turno |  |  | Secondo turno | Secondo turno | Secondo turno | Secondo turno | Secondo turno |      |    | Ultimo turno | Ultimo turno  | Ultimo turno  | Ultimo turno | Ultimo turno |  |
|  |              |                  |                  |             |             |  |  |               |               |               |               |               |      |    |              |               |               |              |              |  |
|  | 4            | Wayne Arthurs    | Wayne Arthurs    | 6           | 6           |  |  |               |               |               |               |               |      |    |              |               |               |              |              |  |
|  |              | Jason Jung       | Jason Jung       | 2           | 1           |  |  | 4             | Wayne Arthurs | Wayne Arthurs | 6             | 6             |      |    |              |               |               |              |              |  |
|  | Johnny Hamui | Johnny Hamui     | Johnny Hamui     | 6           | 6           |  |  |               | Johnny Hamui  | Johnny Hamui  | 3             | 2             |      |    |              |               |               |              |              |  |
|  | Dejan Đokić  | Dejan Đokić      | Dejan Đokić      | 4           | 3           |  |  |               |               |               |               |               |      |    | 4            | Wayne Arthurs | Wayne Arthurs | 7            | 7            |  |
|  | Nima Roshan  | Nima Roshan      | Nima Roshan      | 6           | 6           |  |  |               |               | 8             | Michael Yani  | Michael Yani  | 6(0) | 63 |              |               |               |              |              |  |
|  | Kris Nathan  | Kris Nathan      | Kris Nathan      | 0           | 2           |  |  |               | Nima Roshan   | Nima Roshan   | 65            | 1             |      |    |              |               |               |              |              |  |
|  | 8            | Michael Yani     | Michael Yani     | 6           | 6           |  |  | 8             | Michael Yani  | Michael Yani  | 7             | 6             |      |    |              |               |               |              |              |  |
|  |              | Krzysztof Kwinta | Krzysztof Kwinta | 1           | 0           |  |  |               |               |               |               |               |      |    |              |               |               |              |              |  |